# Leïla Bekhti
Leïla Bekhti (Issy-les-Moulineaux, 6 maart 1984) is een Frans actrice.

## Biografie
Bekhti werd geboren als derde kind in een gezin van Algerijnse afkomst. Ze bracht haar jeugd door in Bagneux. Nadat ze een baccalauréat letterkunde (optie theater) behaalde op het lycée Maurice-Genevoix de Montrouge volgende ze zonder succes enkele opleidingen en had ze diverse kleine baantjes, onder andere als verkoopster in de kledingzaak van haar broer in Orléans. Vervolgens schreef ze zich in l'école Stéphane Gildas in Tolbiac, voor de cursus van Bérengère Basty in l'Art'aire Studio. 
Bekhti deed in 2005 een casting voor de film Sheitan en werd aangenomen voor de rol van Yasmine. Dat was voor haar de start van een carrière waarbij ze zowel in speelfilms, tv-films als televisieseries acteerde. In 2011 won ze de César voor beste vrouwelijke belofte voor haar rol als Lila in Tout ce qui brille en in 2012 werd ze genomineerd voor de César voor beste actrice in La Source des femmes.

## Filmografie

### Films
- 2021: Les Intranquilles - Leïla
- 2021: La Troisième Guerre - Yasmine
- 2021: Comment je suis devenu super-héros - Callista
- 2019: La Lutte des classes - Sofia
- 2019: J'irai où tu iras - Mina
- 2019: Chanson douce - Myriam
- 2018: Un homme pressé - Jeanne
- 2018: Le Grand Bain - Amanda
- 2015: L'Astragale - Albertine Damien
- 2015: Nous trois ou rien - Fereshteh Tabib
- 2014: Maintenant ou jamais - Juliette
- 2013: Avant l'hiver - Lou
- 2012: Une vie meilleure - Nadia
- 2012: Mains armées - Maya
- 2012: Nous York - Samia
- 2011: Toi, moi, les autres - Leïla
- 2011: La Juve de Timgad
- 2011: La Source des femmes - Leïla
- 2011: Itinéraire bis - Nora
- 2010: Tout ce qui brille - Lila
- 2010: L'Or rouge
- 2010: Il reste du jambon ? - Anissa
- 2009: Un prophète - Djamila
- 2008: Choisir d'aimer - Sarah
- 2008: Des poupées et des anges - Lya
- 2008: L'Instinct de mort - la fille du fellagha
- 2007: Tout ce qui brille (kortfilm) - Lila
- 2006: Sheitan - Yasmine
- 2006: Mauvaise Foi - Mounia

### Televisie
- 2016: Jour polaire (televisieserie) - Kahina Zadi
- 2012: Bref (televisieserie) - aflevering Y'a des gens qui m'énervent
- 2010: Conte de la frustration (televisiefilm) - Safia
- 2010: Fracture (televisiefilm) - Zohra
- 2009: Le Choix de Myriam (televisiefilm) - Myriam
- 2008-2009: Les Tricheurs (televisieserie) - Vally Devailly
- 2007: Ali Baba et les 40 voleurs (televisiefilm) - Morgiane
- 2006: Madame le Proviseur (televisieserie) - Djamila
- 2006: Les Tricheurs (televisieserie) - Vally Devailly
- 2006: Harkis (televisiefilm) - Leïla
- 2006: Pour l'amour de Dieu (televisiefilm) - Meriem

## Prijzen en nominaties
De belangrijkste:
| Jaar | Prijs | Categorie                  | Film                 | Uitslag     |
| ---- | ----- | -------------------------- | -------------------- | ----------- |
| 2012 | César | Beste actrice              | La Source des femmes | Genomineerd |
| 2011 | César | Beste beloftevolle actrice | Tout ce qui brille   | Gewonnen    |